# 100-man no Inochi no Ue ni Ore wa Tatte Iru
100-man no Inochi no Ue ni Ore wa Tatte Iru (100万の命の上に俺は立っている, Hyakuman no Inochi no Ue ni Ore wa Tatte Iru) é um mangá escrito por Naoki Yamakawa e ilustrado por Akinari Nao. É serializado na revista shōnen da editora Kodansha, Bessatsu desde junho de 2016. Uma adaptação para anime feita pelo estúdio Maho Film foi ao ar de outubro a dezembro de 2020, e uma segunda temporada estreou em julho de 2021.

## Sinopse
Yusuke Yotsuya, um aluno do fundamental distante e racional, é transportado para um mundo paralelo similar a um videogame. Ao lado de suas colegas de classe Iu Shindo e Kusue Hakozaki, ele é obrigado a encarar uma perigosa missão. Yusuke é frio e calculista, examinando cada situação sem se deixar levar pelas emoções, muitas vezes brincando com a vida de seus companheiros. Será que ele conseguirá proteger seu grupo dos monstros, armadilhas e esquemas que os ameaçam, e enfim vencer o jogo?

## Mídia

### Mangá
I'm Standing on a Million Lives foi escrito por Naoki Yamakawa e ilustrado por Akinari Nao. A série começou na revista Bessatsu Shōnen da Kodansha em 9 de junho de 2016. Kodansha reuniu seus capítulos em volumes individuais de tankōbon. O primeiro volume foi lançado em 7 de outubro de 2016.

#### Lista de volumes
| N.º | Data de lançamento    | ISBN                                     |
| --- | --------------------- | ---------------------------------------- |
| 1   | 7 de outubro de 2016  | 978-4-06-395810-2                        |
| 2   | 9 de março de 2017    | 978-4-06-395878-2                        |
| 3   | 8 de setembro de 2017 | 978-4-06-510184-1                        |
| 4   | 9 de janeiro de 2018  | 978-4-06-510547-4                        |
| 5   | 8 de junho de 2018    | 978-4-06-511573-2                        |
| 6   | 9 de outubro de 2018  | 978-4-06-511573-2 978-4-06-514107-6 (EL) |
| 7   | 9 de abril de 2019    | 978-4-06-514870-9                        |
| 8   | 9 de setembro de 2019 | 978-4-06-516443-3                        |
| 9   | 9 de março de 2020    | 978-4-06-518513-1                        |
| 10  | 9 de setembro de 2020 | 978-4-06-520592-1                        |
| 11  | 9 de dezembro de 2020 | 978-4-06-521677-4                        |
| 12  | 9 de julho de 2021    | 978-4-06-521677-4                        |
| 13  | 9 de dezembro de 2021 | 978-4-06-526272-6                        |
| 14  | 9 de maio de 2022     | 978-4-06-527831-4                        |
| 15  | 7 de outubro de 2022  | 978-4-06-529403-1                        |
| 16  | 9 de março de 2023    | 978-4-06-531035-9                        |
| 17  | 8 de agosto de 2023   | 978-4-06-532602-2                        |
| 18  | 9 de janeiro de 2024  | 978-4-06-534165-0                        |
| 19  | 7 de junho de 2024    | 978-4-06-535792-7                        |
| 20  | 8 de novembro de 2024 | 978-4-06-537421-4                        |
| 21  | 9 de abril de 2025    | 978-4-06-539052-8                        |
| 22  | 9 de setembro de 2025 | 978-4-06-540695-3                        |

### Anime
Uma adaptação para televisão em anime foi anunciada em 3 de março de 2020. Foi produzida pela Maho Film e dirigida por Kumiko Habara, com Takao Yoshioka nos roteiros, Eri Kojima e Toshihide Masudate nos design de personagens e Ken Ito compondo a trilha sonora. A primeira parte da temporada foi ao ar de 2 de outubro a 18 de dezembro de 2020 nos canais Tokyo MX e seus afiliados, com doze episódios.
Em 18 de dezembro de 2020, logo após o final da primeira parte, uma segunda parte foi anunciada e estreada em 10 de julho de 2021.
No Brasil e em Portugal a animação é transmitida simultaneamente pela Crunchyroll, e em todo o mundo, exceto os países da Ásia. No Sudeste Asiático e no Sul da Ásia, a série é licenciada pela Medialink e lançada no canal Ani-One no YouTube e  iQIYI. Em 18 de maio de 2020, foi anunciado que a Sentai Filmworks adquiriu os direitos para Home Vídeo.

#### Músicas
Os temas de abertura são:
- Anti world – Liyuu. (1 ~ 12)[35]

- Dear My MAJIHA Sisters – Kanako Takatsuki e Ai Furihata (11)

- Baddest – Kaede Higuchi(13 ~ 24)[36]

Os temas de encerramento são:
- Carpe Diem (カルペ・ディエム) – Liyuu (1 ~ 12)[37]

- Subversive – Kanako Takatsuki (13 ~ 24)[38]

Foi lançada em um conjunto de dois CDs, a trilha sonora original do anime, composta por Ken Ito, em 22 de dezembro de 2020.
A trilha sonora da segunda temporada tem sua previsão de venda a partir do dia 29 de setembro de 2021.

#### Lista de Episódios
| Parte 1 | Parte 1 | Parte 1                |
| # | Título | Exibição               |
| --- | --- | ---------------------- |
| 1 | "Heróis Inaptos" "Yūsha Shikkaku (勇者失格)"                                                                                    | 2 de outubro de 2020   |
| Yuusuke se sente deslocado no mundo em que vive, e prefere ficar sozinho sempre que possível. Um dia, tudo isso muda, e ele tem a chance de ter uma vida totalmente diferente, ao lado de pessoas com quem até então não esperava ter contato.                  | |                        |
| 2 | "Esta Cidade Que Tanto Odeio" "Daikirai na Kono Machi o (大嫌いなこの街を)"                                                     | 9 de outubro de 2020   |
| Yuusuke deixa Kusue na vila para tentar ficar mais forte, convencido de que deve resolver a situação sozinho para salvar Yuu e voltar para casa, mas nem tudo sai como ele espera.                                                                              | |                        |
| 3 | "Me Ajude" "Atashi o Tasukete (あたしを助けて)"                                                                                 | 16 de outubro de 2020  |
| Yotsuya é encarregado de cumprir uma missão no mundo real que pode abrir caminho para uma nova companhia para as aventuras. | |                        |
| 4 | "Kahavel de Cortonel" "Korutoneru no Kahaberu (コルトネルのカハベル)"                                                           | 23 de outubro de 2020  |
| Após receberem uma nova missão, Yotsuya e seu grupo descobrem que a tarefa é bem mais difícil do que imaginavam, e levará muito tempo para chegarem ao local indicado - mas o prazo é curto!                                                                    | |                        |
| 5 | "O valor de uma vida" "Inochi no Kachi waz (命の価値は)"                                                                        | 30 de outubro de 2020  |
| Hakozaki sofre com sua saúde frágil, que sempre impôs limitações em sua vida — mas também moldou sua personalidade e lhe deu simpatia por aqueles que precisam de ajuda.                                                                                        | |                        |
| 6 | "As ruínas antigas de Hoz Banyazat Aragutz" "Kodai Iseki Hozzu Banyazatto Araguttsu (古代遺跡ホッズ・バニャザット・アラグッツ)" | 6 de novembro de 2020  |
| Yotsuya e suas amigas se encontram com soldados de outro reino. Os prisioneiros que eles transportam podem fazer parte da missão a ser cumprida, mas alguns fatores podem tornar tudo bastante complicado...                                                    | |                        |
| 7 | "O guerreiro da luz e o estranho da escuridão" "Hikari no Senshi to Yami no Tanin (光の戦士と闇の他人)"                         | 13 de novembro de 2020 |
| Yotsuya ainda não desistiu de escapar do fosso onde caiu, mas enquanto isso as garotas precisam tentar lidar sozinhas com os enormes perigos no percurso da missão.                                                                                             | |                        |
| 8 | "Matador de NPCs" "Non Pureiyā Kirā (ノン プレイヤーキラー)"                                                                    | 20 de novembro de 2020 |
| Yotsuya cria um plano para tentar evitar que as ações do seu grupo sejam em vão e não cumpram os requisitos da missão atual, que é levar uma carga até Radodorbo. Para isso, ele precisará ir contra uma regra do mundo onde estão, o que pode custar bem caro. | |                        |
| 9 | "Logout do coração disparado" "Tokimeki Roguauto (ときめきログアウト)"                                                          | 27 de novembro de 2020 |
| Apesar dos contratempos, Yotsuya e suas amigas seguem o plano para dar um jeito nos soldados de Deokk sem causar uma crise internacional. Resta pouco tempo para que a missão seja cumprida, e isso deixa pouca margem para erros para completar os objetivos.  | |                        |
| 10 | "Yotsuya Yuusuke morre" "Yotsuya Yūsuke Shisu (四谷友助死す)"                                                                   | 4 de dezembro de 2020  |
| Após a árdua jornada até Radodorbo, Yotsuya e suas amigas completam mais uma fase da missão, e sentem que deram mais um passo rumo ao final de mais um estágio. Resta apenas cobrir 5% do mapa da região, o que parece ser algo bem simples...                  | |                        |
| 11 | "Majiha para sempre" "Majiha yo Towa ni (マジハよ永遠に)"                                                                       | 11 de dezembro de 2020 |
| Os obstáculos para completar a segunda missão minam as esperanças de todos. A nevasca causa dificuldades e esconde perigos com que Yotsuya e suas amigas não conseguem lidar. A chance de sobreviverem se esgota a cada segundo.                                | |                        |
| 12 | "O verão de um assassino" "Majiha yo Towa ni (マジハよ永遠に)"                                                                  | 18 de dezembro de 2020 |
| Com o fim de mais uma missão, o cotidiano de Yotsuya deveria voltar à normalidade por um tempo, mas suas ações e os acontecimentos recentes o marcam para sempre. E uma visita inesperada contribui para complicar ainda mais sua vida.                         | |                        |

| Parte 2 | Parte 2 | Parte 2                |
| # | Título | Exibição               |
| --- | --- | ---------------------- |
| 1 (13) | " Eu sei, vamos para Jiffon." "Sō da Jifon, Ikō. (そうだ ジフォン、行こう。)"                                          | 9 de julho de 2021     |
| Yuusuke, Iu, Kusue e Yuka completaram a última missão com a ajuda de Kahvel e descobriram sobre a existência dos mundos paralelos. Passados alguns dias, são chamados novamente e conhecem Keita, o quinto integrante do grupo. Eles partem para Cortonel, mas muito tempo se passou no outro mundo... | |                        |
| 2 (14) | "Yana e Aoiu são as Väikedaam" "Yāna & Aoyū Futari wa Vaikudamu (ヤーナ＆アォユーふたりはヴァイクダム)"                | 16 de julho de 2021    |
| Decepcionado por não ter força para lutar contra os orcs, Yotsuya tenta aumentar seu nível e conseguir uma ocupação mais adequada. Enquanto isso, Iu e os outros se juntam aos mercenários no preparo para a grande batalha.                                                                           | |                        |
| 3 (15) | "Não podemos ser heróis da justiça" "Seigi no Mikata ni wa Narenai (正義の味方にはなれない)"                           | 23 de julho de 2021    |
| Após conhecerem mais sobre o passado de Ryce, Yotsuya e seus amigos dão continuidade à batalha contra os orcs. | |                        |
| 4 (16) | "A ilha que flui" "Nagareru Shima (流れる島)"                                                                          | 30 de julho de 2021    |
| Iu encontra a rainha dos orcs no porto e a batalha logo tem início. Enquanto isso, Yotsuya parte num grupo para recolher munição e para levar os feridos até a caverna sagrada. Mas em meio a tantas situações desesperadoras, um outro perigo, maior que os orcs, anuncia sua chegada.                | |                        |
| 5 (17) | "Puinto duro" "Tsinko Binbin (ツィンコ ビンビン)"                                                                      | 6 de agosto de 2021    |
| A Rainha Orc está prestes a conseguir um navio para resgatar seus filhos na ilha, e Yotsuya continua formulando planos para atacar os orcs que se abrigam no castelo. Mas algo muito mais terrível pode estar à espreita.                                                                              | |                        |
| 6 (18) | " Tudo o que podem fazer é olhar para cima para observá-lo" "Karera wa Tada Sore o Miageru (彼らはただそれを見上げる)" | 13 de agosto de 2021   |
| Após muitas perdas, Yuusuke e seus companheiros conseguiram derrotar os orcs, mas um inimigo ainda mais perigoso se coloca no caminho de sua missão. | |                        |
| 7 (19) | "Um curta-metragem e o sexto herói" "Tanpen Eiga to Roku-banme no Yūsha (短編映画と六番目の勇者)"                      | 20 de agosto de 2021   |
| Yotsuya e seus companheiros conhecem a sexta integrante do grupo, que traz uma revelação chocante e uma proposta curiosa... Mas logo tem início uma nova missão, escolhida de forma bastante descuidada.                                                                                               | |                        |
| 8 (20) | "Jornada da Morte" "Hikari no Senshi to Yami no (ノン プレイヤーキラー)"                                               | 27 de agosto de 2021   |
| O grupo de Yotsuya consegue avançar em direção à vila de Zagroth. A recepção não é das melhores, e eles recebem péssimas notícias assim que chegam... | |                        |
| 9 (21) | "O ataque total dos monstros" "Majū Sōshingeki (魔獣総進撃)"                                                           | 3 de setembro de 2021  |
| Após descobrirem a verdadeira intenção do líder da vila, Shindou e seus companheiros precisam sair à procura de Yotsuya e Glen, que foram presos numa masmorra. Mas, enquanto isso, um perigo literalmente enorme mostra sinais de sua chegada.                                                        | |                        |
| 10 (22) | "A vontade de destruir" "Metsubō e no Ishi (滅亡への意志)"                                                             | 10 de setembro de 2021 |
| Após fugirem da vila de Zagroth, Yotsuya e companheiros encontram um assentamento vazio, que parece ser de bandidos. Mas quem quer que sejam, o grupo ainda não está fora de perigo, e a missão não foi concluída.                                                                                     | |                        |
| 11 (23) | "Bispo Dragão" "Doragon Bishoppu (ラゴンビショップ)"                                                                   | 17 de setembro de 2021 |
| Após mais uma pessoa ser infectada por um verme arame, Yotsuya se pergunta como alguém se infectou sem ninguém perceber. Além disso, os sobreviventes de Zagroth se sentem fracos e cansados, como aconteceu na Ilha Jiffon, o que pode significar um perigo ainda maior...                            | |                        |
| 12 (24) | "Defendendo um milhão de vidas" "Hyakuman no Inochi no Ue ni (100万の命の上に)"                                        | 24 de setembro de 2021 |
| O segredo de Jezby é descoberto e as consequências de tudo o que aconteceu até o momento ganham um peso maior. Há muitas vidas em jogo. | |                        |

### Mangá
- «100万の命の上に俺は立っている-原作/山川直輝 漫画/奈央晃徳» (em japonês). na Kodansha Pocket Shonen Magazine
- 100-man no Inochi no Ue ni Ore wa Tatte Iru (mangá) na enciclopédia do Anime News Network (em inglês)

### Anime
- Sítio oficial
- «『100万の命の上に俺は立っている』アニメ公式- @1000000_lives» (em japonês). twitter oficial (anime)
- 100-man no Inochi no Ue ni Ore wa Tatte Iru (anime) na enciclopédia do Anime News Network (em inglês)
- I'm Standing on 1,000,000 Lives (TV 2) (anime) na enciclopédia do Anime News Network (em inglês)

Streaming;
- «I'm Standing on a Million Lives». na Crunchyroll
- «I'm Standing on a Million Lives». na Netflix